# يواكيم خوسيه ماتشادو
يواكيم خوسيه ماتشادو (بالبرتغالية: Joaquim José Machado‏) هو مهندس برتغالي، ولد في 24 سبتمبر 1847 في لاغوس في البرتغال، وتوفي في 22 فبراير 1925 في لشبونة في البرتغال.